# Historia de la mecánica de fluidos

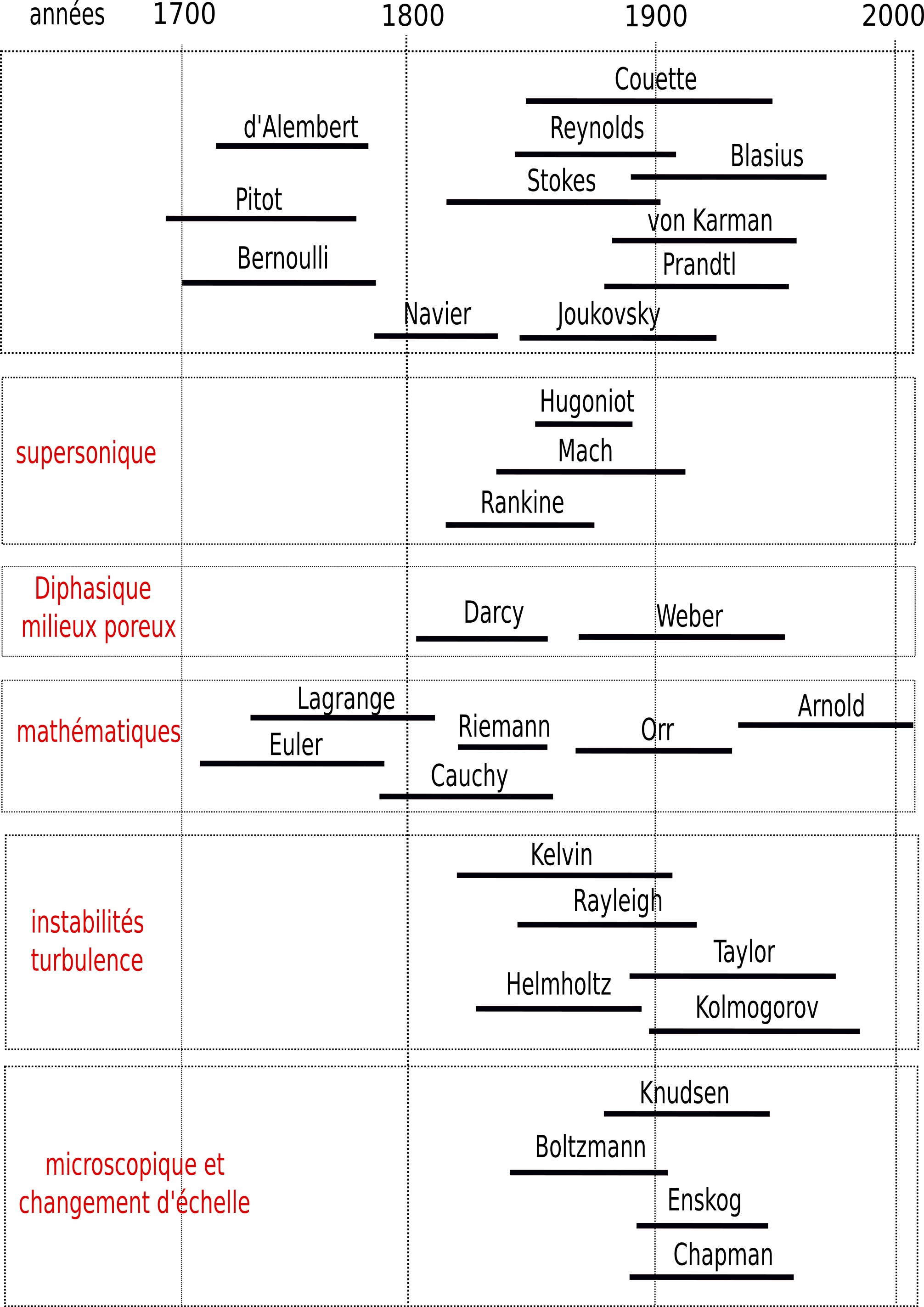
Personalidades de la historia de la mecánica de fluidos (lista no exhaustiva)

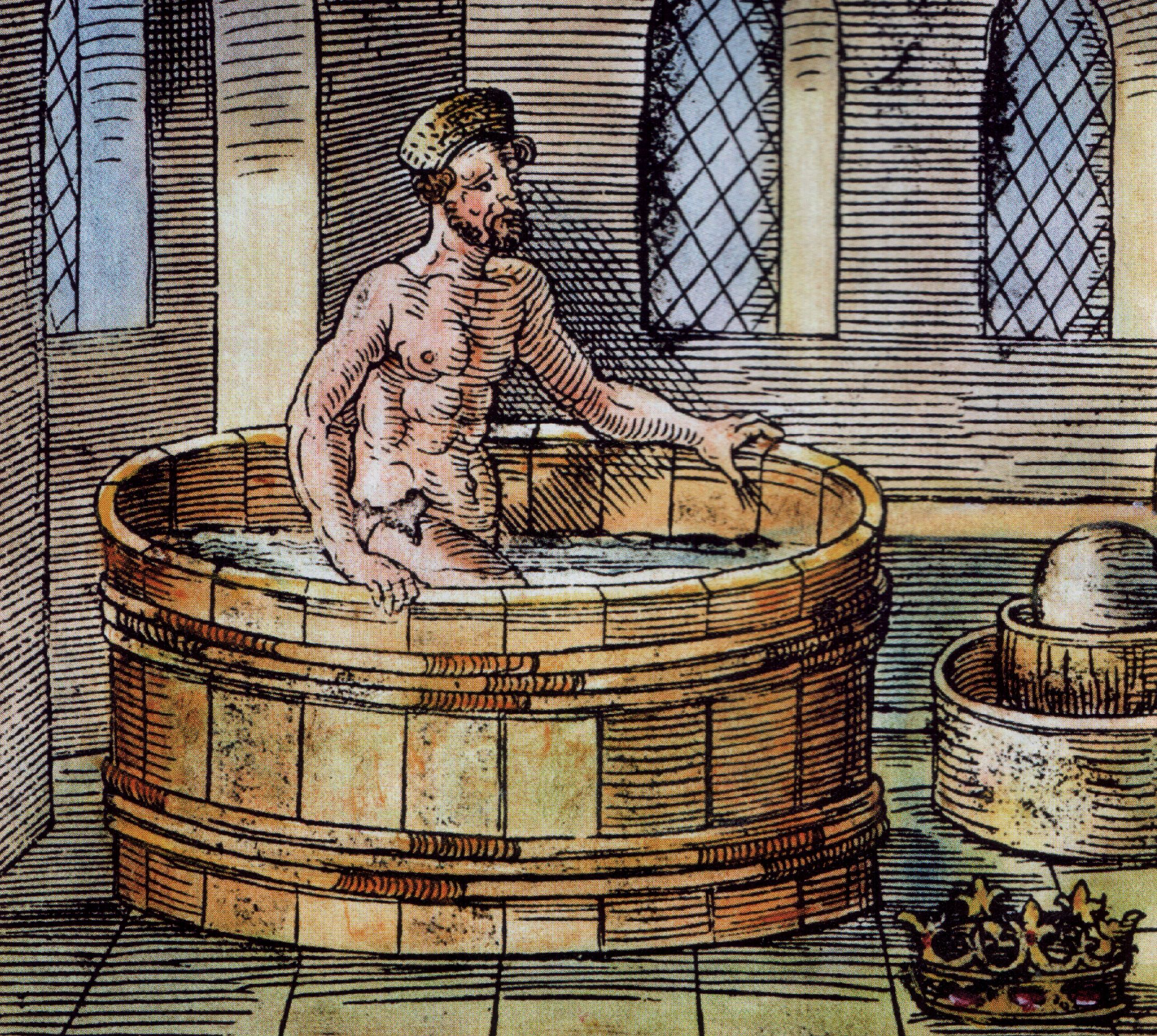
Grabado ilustrando el momento ¡Eureka! de Arquimedes

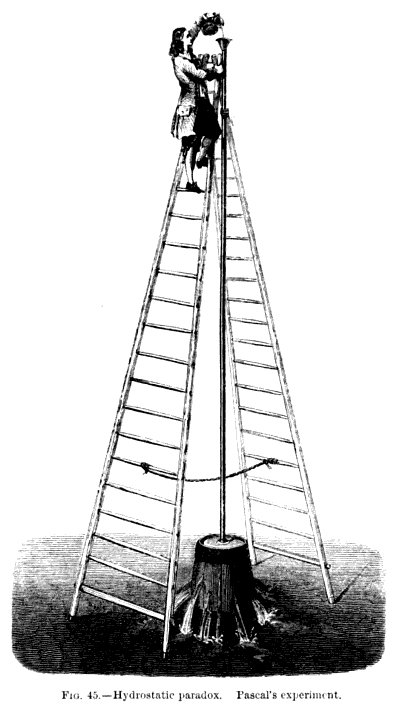
Una ilustración del experimento del barril de Pascal.

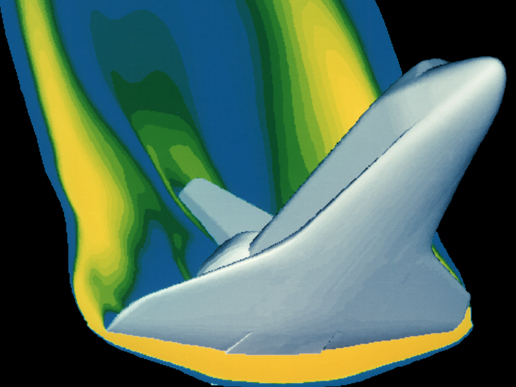
Una simulación por computador de un flujo de aire de alta velocidad alrededor de un transbordador espacial durante la reentrada.

Simulación numérica de la inestabilidad de Kelvin-Helmholtz.

La historia de la mecánica de fluidos traza la historia del conocimiento en ese campo —una rama de la física que estudia el movimiento de los fluidos y las fuerzas que actúan sobre ellos— desde la antigüedad. Los antiguos griegos desarrollaron muchos de los conceptos básicos del campo, mientras que la mayoría de los conceptos y teorías utilizados en la física moderna se descubrieron en la Europa de los siglos XVII y XVIII. 
Antes de ser estudiada, la mecánica de fluidos se empleaba ampliamente para aplicaciones cotidianas como el riego en agricultura o en la construcción de canales y de fuentes, etc. La sedentarización de los humanos entrañaba la necesaria invención de medios para controlar el agua: el riego a pequeña escala nació alrededor del año 6500 a. C., al final del Neolítico, y se empiezan a encontrar grandes obras hidráulicas (canales, riego por gravedad) hacia el 3000 a. C.. Por esa época ya se habían inventado instrumentos para medir el nivel de las inundaciones, se drenaban áreas pantanosas, y se construían presas y diques para protegerse de las inundaciones en los ríos Nilo, Amarillo y Éufrates. Es posible que los acueductos más antiguos se construyeran en Creta en el II milenio a. C. y en Palestina en el siglo XI a. C..
El estudio del agua y de su comportamiento mecánico no pasó de las aplicaciones concretas a la teoría hasta bastante tarde. En la Alejandría en el siglo III a. C., Arquímedes estudió con los discípulos de Euclides y, de regreso a Siracusa, formuló los principios que están en el origen de la estática de los fluidos en particular con su principio epónimo. En el siglo I Heron de Alejandría continuó el trabajo sobre la estática de fluidos al descubrir el principio de la presión y sobre todo el caudal.
A lo largo de la Antigüedad tardía se continuaron las grandes obras hidráulicas y se perfeccionaron con acueductos, sistemas de distribución de agua y saneamiento, y también fuentes y baños. Esas obras fueron descritas por Frontino. Como sucedió en la mayoría de las ciencias en Europa durante la Edad Media, los conocimientos de hidrostática y de hidráulica del antiguo Imperio greco-rromano se perdieron en parte, conservándose y desarrollándose en el mundo islámico, cuya Edad de Oro vio por primera vez la traducción de las obras de Arquímedes y de Euclides,·
Desde el punto de vista de las edificaciones hidráulicas, si bien la Edad Media, a causa de las invasiones mongolas, vio desaparecer el sistema de riego de Mesopotamia provocando el colapso de la población local, también en el siglo VII vio como bajo la dinastía Sui se iniciaba la primera etapa de las obras del Gran Canal que unirá el norte y el sur de China.
La mecánica de fluidos se volvió a estudiar en Europa solo con los estudios de Leonardo da Vinci en el siglo XV, quien describió los múltiples tipos de flujo y formuló el principio de conservación de la masa o principio de continuidad, tomando el relevo de Heron. Fue él quien sentó las bases de la disciplina e introdujo muchas nociones de hidrodinámica, como las líneas de corriente. Comprendiendo intrínsecamente el tema de la resistencia al flujo, diseñó el paracaídas, el anemómetro y la bomba centrífuga.
Si bien Simon Stevin (1548-1620) descubrió los grandes principios de la hidrostática, completando así la obra de Arquímedes, no consiguió sin embargo presentarlos de forma suficientemente bella y ordenada; fue obra de Blaise Pascal dar a esos descubrimientos una forma irreprochable. Se podría decir que, si Stevin descubrió la paradoja hidrostática y el principio de la igualdad de presiones en un líquido, fue Pascal quien, en su «Récit de la grande experiment de l’quilibre des liqueurs» de 1648, dio por primera vez una presentación homogénea y ordenada de esos principios fundamentales de la hidrostática. Las manifestaciones de la paradoja hidrostática se utilizan en la enseñanza del fenómeno. Uno de los experimentos más conocidos es la explosión del barril de Pascal.
El Libro II de los Principia Mathematica de Newton, que trata de los movimientos de los cuerpos en ambientes resistentes, no deja ningún conocimiento científico sustancial en este campo. Sin embargo, según Clifford Truesdell, el trabajo de Newton proporcionó a ambas disciplinas un plan de estudios que se siguió durante cincuenta años. Hasta el trabajo de Alexis Claude Clairaut (1713-1765) y de Jean le Rond D'Alembert (1717-1783) las leyes de la mecánica de fluidos no comenzaron a establecerse.
Solamente con la llegada de las matemáticas a la física la mecánica de fluidos ganó profundidad. En 1738 Daniel Bernoulli estableció las leyes aplicables a fluidos no viscosos utilizando el principio de conservación de la energía mecánica. El nacimiento del cálculo diferencial permitió a Jean le Rond D'Alembert exponer en 1749, en 137 páginas, las bases de la hidrodinámica al presentar el principio de la presión interna de un fluido, el campo de velocidades y las derivadas parciales aplicadas a los fluidos. Leonhard Euler completó luego el análisis de D'Alembert de la presión interna y las ecuaciones de dinámica de fluidos incompresibles: en 1755, publicó un tratado con las ecuaciones diferenciales parciales que describían los fluidos incompresibles perfectos. Un poco antes, en 1752, D'Alembert había notado la paradoja que lleva su nombre que mostraba que las ecuaciones contradecían la práctica: un cuerpo sumergido en un fluido se movería sin resistencia según la teoría, lo que la observación contradecía directamente. Fue resuelto por la introducción por Henri Navier en 1820 del concepto de fricción en forma de un nuevo término en las ecuaciones matemáticas de la mecánica de fluidos. George Gabriel Stokes llegó en 1845 a una ecuación que permitía describir un flujo de fluido viscoso. Las ecuaciones de Navier-Stokes marcarán el resto de la historia de la mecánica de fluidos.
Esta suite tomó forma en la segunda mitad del siglo XVIII y la primera del siglo XX:
- desarrollos en los dominios incompresible o compresible con la creación del concepto de capa límite por Ludwig Prandtl que resultará muy fructífero, particularmente para la aerodinámica y la hidrodinámica navales,
- estudio del nuevo dominio que constituye lo supersónico,
- estudio de flujos en medios porosos por Henry Darcy y de interfaces agua-aire por Moritz Weber,
- estudio de las inestabilidades y de la turbulencia, un capítulo aún lejos de estar cerrado. Este campo vio la aparición de escuelas fundadas por un precursor: Prandtl en Göttingen o la escuela rusa de matemáticos de Kolmógorov.[11]

Durante este período Ludwig Boltzmann abrió un nuevo capítulo con la descripción estadística de los gases a nivel microscópico, que será desarrollado por Martin Knudsen para el dominio inaccesible a una descripción bajo la hipótesis del continuo; David Enskog y Sydney Chapman mostrarán como pasar los gases del nivel molecular al continuo, permitiendo así el cálculo de los coeficientes de transporte (difusión, viscosidad, conducción) a partir del potencial de interacción molecular. Todos estos trabajos teóricos se basaron en los trabajos fundamentales previos de matemáticos como Leonhard Euler, Augustin Louis Cauchy o Bernhard Riemann .
Además, el desarrollo de numerosas instalaciones de prueba y con medios de medición posibilitó obtener numerosos resultados. No todos ellos pudieron ser explicados por la teoría y se vio aparecer una gran cantidad de números adimensionales que explicaban y justificaban las pruebas realizadas sobre maquetas en un túnel de viento o en un tanque de carena. Dos mundos científicos coexistieron y muy a menudo se ignoraronn hasta finales del siglo XIX. Esa brecha desaparecerá bajo el impulso de personas como Theodore von Kármán o Ludwig Prandtl a principios del siglo XX. Todos esos desarrollos estaban respaldados por desarrollos en la industria: hidrodinámica industrial, construcción naval y aeronáutica.
El cálculo numérico, que nació en la segunda mitad del siglo XX, permitirá el surgimiento de una nueva rama de la mecánica de fluidos, la mecánica de fluidos computacional, basada tanto en la aparición de calculadoras cada vez más potentes como en nuevos métodos matemáticos que permiten el cálculo numérico. La potencia de cómputo permite la realización de «experimentos numéricos» que compiten con los medios de prueba o permiten la interpretación más fácil de estos. Este tipo de enfoque se usa comúnmente en el estudio de la turbulencia.
El segundo hecho de importancia en este período es el aumento considerable del número de personas involucradas en investigación y desarrollo. Los descubrimientos se han convertido más en el trabajo de equipos que de individuos. Estos equipos son principalmente estadounidenses: Europa (principalmente Francia, Reino Unido y Alemania) ha perdido su liderazgo.
Los campos industriales que justifican estos desarrollos son la meteorología, la climatología, la geofísica o incluso la oceanografía y la astrofísica. Estos dominios existen solo a través del cálculo numérico, al menos para los dos primeros.

## Antigüedad

### Prehistoria
Las civilizaciones antiguas mostraron tener un conocimiento pragmático, si no científico, del flujo de fluidos, como en el diseño de flechas, lanzas, barcos y, en particular, en los proyectos de ingeniería hidráulica para la protección contra inundaciones, de riego, drenaje y suministro de agua. Las primeras civilizaciones humanas comenzaron cerca de las orillas de los ríos y, en consecuencia, coincidieron con los albores de la hidrología, la hidráulica y la ingeniería hidráulica.

### China
Las observaciones de la gravedad específica y la flotabilidad fueron registradas por antiguos filósofos chinos. En el siglo IV a. C., Mencio describe que el peso del oro es equivalente al de las plumas. En el siglo III d. C., Cao Chong describe la historia de pesar el elefante al observar el desplazamiento de los barcos cargados con diferentes pesos.

### Arquímedes

Las fuerzas que actúan en la flotabilidad descubiertas por Arquímedes. Téngase en cuenta que el objeto está flotando porque la fuerza de flotación hacia arriba es igual a la fuerza de la gravedad hacia abajo.

Los principios fundamentales de la hidrostática y de la dinámica fueron establecidos por Arquímedes en su obra Sobre los cuerpos flotantes (en griego antiguo: Περὶ τῶν ὀχουμένων), alrededor del 250 a. C.. En él, Arquímedes desarrolló la ley de la flotabilidad, también conocida como Principio de Arquímedes. Este principio establece que un cuerpo sumergido en un fluido experimenta una fuerza de flotación igual al peso del fluido que desplaza. Arquímedes sostenía que cada partícula de una masa fluida, cuando estaba en equilibrio, era igualmente presionada en todas las direcciones; e inquería sobre las condiciones según las cuales un cuerpo sólido que flota en un fluido debería asumir y conservar una posición de equilibrio.

### La escuela alejandrina
En la escuela griega de Alejandría, que floreció bajo los auspicios de los Ptolomeos, se hicieron intentos en la construcción de maquinaria hidráulica, y alrededor del año 120 a. C. Ctesibio y Hero inventaron la fuente de compresión, el sifón y la bomba de pistón. El sifón es un dispositivo sencillo; pero la bomba forzada es un invento complicado, que difícilmente podría haberse esperado en la infancia de la hidráulica. Probablemente fue sugerida a Ctesibio por la rueda egipcia o noria, que era común en ese momento, y que era una especie de bomba de cadena, que consistía en una serie de ollas de barro llevadas por una rueda. En algunas de esas máquinas las ollas tenían una válvula en el fondo que les permitía descender sin mucha resistencia y disminuía mucho la carga sobre la rueda; y, si se supone que esa válvula se introdujo ya en la época de Ctesibio, no es difícil percibir cómo tal máquina pudo haber conducido a la invención de la bomba forzada.

### Sexto Julio Frontino
A pesar de estas invenciones de la escuela de Alejandría, su atención no parece haberse dirigido al movimiento de los fluidos; y el primer intento de investigar este tema fue realizado por Sexto Julio Frontino, inspector de las fuentes públicas en Roma en los reinados de Nerva y Trajano. En su obra De aquaeductibus urbis Romae commentarius, considera los métodos que se empleaban en ese momento para determinar la cantidad de agua descargada de alcachofas (tubos), y el modo de distribuir las aguas de un acueducto o de una fuente. Observó que el flujo de agua de un orificio dependía no solo de la magnitud del orificio mismo, sino también de la altura del agua en el depósito; y que un tubo empleado para sacar una porción de agua de un acueducto, debía, según lo requirieran las circunstancias, tener una posición más o menos inclinada a la dirección original de la corriente. Pero como no estaba familiarizado con la ley de las velocidades del agua corriente que depende de la profundidad del orificio, la falta de precisión que aparece en sus resultados no es sorprendente.

## Mundo islámico

### Físicos islámicos
Los científicos islámicos, en particular Abu Rayhan Biruni (973-1048) y más tarde Al-Khazini (fl. 1115-1130), fueron los primeros en aplicar métodos científicos experimentales a la mecánica de fluidos, especialmente en el campo de la estática de fluidos, tales como para determinar pesos específicos. Aplicaron las teorías matemáticas de proporciones y técnicas infinitesimales e introdujeron técnicas algebraicas y de cálculo fino en el campo de la estática de fluidos.
En estática de fluidos, Biruni descubrió que existe una correlación entre la gravedad específica de un objeto y el volumen de agua que desplaza.[cita requerida] También introdujo el método de verificación de pruebas durante los experimentos y midió los pesos de varios líquidos. También registró las diferencias de peso entre el agua dulce y el agua salada, y entre el agua caliente y el agua fría.[cita requerida] Durante sus experimentos sobre mecánica de fluidos, Biruni inventó la medida cónica, para encontrar la relación entre el peso de una sustancia en el aire y el peso del agua desplazada.[cita requerida]
Al-Khazini, en El libro de la balanza de la sabiduría (1121), inventó una balanza hidrostática.

### Ingenieros islámicos
En el siglo IX, el Libro de mecanismos ingeniosos de los hermanos Banū Mūsā describía una serie de controles automáticos tempranos en la mecánica de fluidos. Los hermanos Banu Musa desarrollaron controles de nivel de dos pasos para fluidos, una forma temprana de controles de estructura variable discontinua. También describieron uno de los primeros controladores de retroalimentación para fluidos. Según Donald Routledge Hill, los hermanos Banu Musa eran «maestros en la explotación de pequeñas variaciones» en las presiones hidrostáticas y en el uso de válvulas cónicas .como componentes "en línea" en sistemas de flujo, «el primer uso conocido de válvulas cónicas como controladores automáticos». También describieron el uso de otras válvulas, incluida una válvula de tapón, una válvula de flotador y un grifo. Los Banu Musa también desarrollaron un sistema temprano a prueba de fallos en el que «uno puede extraer pequeñas cantidades de líquido repetidamente, pero si se retira una gran cantidad, no es posible realizar más extracciones». El sifón doble concéntrico y el embudo con el extremo doblado para verter diferentes líquidos, ninguno de los cuales aparece en ninguna obra griega anterior, también fueron invenciones originales de los hermanos Banu Musa. Algunos de los otros mecanismos que describieron incluyen una cámara flotante y un sensor de presión.
En 1206, el Libro del conocimiento de ingeniosos dispositivos mecánicos de Al-Jazari describía muchas máquinas hidráulicas. De particular importancia fueron sus bombas elevadoras de agua. El primer uso conocido de un cigüeñal en una bomba de cadena fue en una de las máquinas saqiya de al-Jazari. El concepto de minimizar el trabajo intermitente también está implícito por primera vez en una de las bombas de cadena saqiya de al-Jazari, cuyo propósito era maximizar la eficiencia de la bomba de cadena saqiya. Al-Jazari también inventó una bomba de succión de pistón alternativo de dos cilindros, que incluía la primera bomba de succión en tuberías, bombeo de succión, bombeo de doble acción y uso temprano de válvulas y un cigüeñal - mecanismo de biela. Esta bomba fue notable por tres razones: el primer uso conocido de una tubería de succión verdadera (que succionaba fluidos en un vacío parcial) en una bomba, la primera aplicación del principio de doble acción y la conversión de movimiento rotatorio en alternativo, a través del mecanismo cigüeñal-biela.

## SiglosXVIIyXVIII

### Castelli y Torricelli
Benedetto Castelli y Evangelista Torricelli, dos de los discípulos de Galileo, aplicaron los descubrimientos de su maestro a la ciencia de la hidrodinámica. En 1628 Castelli publicó una pequeña obra, Della misura dell'acque correnti, en la que explicaba satisfactoriamente varios fenómenos del movimiento de los fluidos en ríos y canales; pero cometió un gran paralogismo al suponer que la velocidad del agua era proporcional a la profundidad del orificio debajo de la superficie del recipiente. Torricelli, al observar que en un chorro donde el agua se precipitaba a través de una pequeña alcachofa subía casi a la misma altura que el depósito del que se abastecía, imaginó que debía moverse con la misma velocidad que si hubiera caído desde esa altura por la fuerza de la gravedad, y de ahí dedujo la proposición de que las velocidades de los líquidos son como la raíz cuadrada de la cabeza, aparte de la resistencia del aire y la fricción del orificio. Este teorema fue publicado en 1643, al final de su tratado De motu gravium projectorum, y fue confirmado por los experimentos de Raffaello Magiotti sobre las cantidades de agua descargadas desde diferentes alcachofas bajo diferentes presiones (1648).

### Blaise Pascal
En manos de Blaise Pascal la hidrostática asumió la dignidad de una ciencia, y en un tratado sobre el equilibrio de los líquidos (Sur l’équilibre des liqueurs), encontrado entre sus manuscritos después de su muerte y publicado en 1663, demostró las leyes del equilibrio de los líquidos de la manera más simple, ampliamente confirmados por experimentos.

### Mariotte y Guglielmini
El teorema de Torricelli fue empleado por muchos autores posteriores, pero particularmente por Edme Mariotte (1620-1684), cuyo Traité du mouvement des eaux, publicado después de su muerte en el año 1686, se basa en una gran variedad de experimentos bien realizados sobre el movimiento de los fluidos, realizados en Versailles y Chantilly. En la discusión de algunos puntos cometió errores considerables. Y otros aspectos los trató muy superficialmente, y en ninguno de sus experimentos aparentemente prestó atención a la disminución del eflujo que surge de la contracción de la vena líquida, cuando el orificio es meramente una perforación en una placa delgada; pero parece haber sido el primero que intentó atribuir la discrepancia entre la teoría y el experimento al retraso de la velocidad del agua debido a la fricción. Su contemporáneo Domenico Guglielmini (1655-1710), que fue inspector de ríos y canales en Bolonia, había atribuido esta disminución de la velocidad en los ríos a los movimientos transversales que surgen de las desigualdades en su fondo. Pero como Mariotte observó obstrucciones similares incluso en tuberías de vidrio donde no podían existir corrientes transversales, la causa aducida por Guglielmini parecía carente de fundamento. El filósofo francés, por lo tanto, consideró estas obstrucciones como los efectos de la fricción. Supuso que los filamentos de agua que rozaban los lados del tubo perdían una parte de su velocidad; que los filamentos contiguos, teniendo por esto mayor velocidad, rozaban sobre los primeros, y sufrían una disminución de su celeridad; y que los demás filamentos se veían afectados con retardos similares proporcionales a su distancia al eje de la tubería. De esta manera se podía disminuir la velocidad media de la corriente.

### Estudios de Isaac Newton

#### Fricción y viscosidad
Los efectos de la fricción y la viscosidad en la disminución de la velocidad del agua corriente se estudiaron en los Principia de Isaac Newton, quien arrojó mucha luz sobre varias ramas de la hidromecánica. En una época en que prevalecía universalmente el sistema cartesiano de vórtices, consideró necesario estudiar esa hipótesis, y en el curso de sus investigaciones demostró que la velocidad de cualquier estrato del vórtice era una media aritmética entre las velocidades de los estratos que lo encerraban; y de eso se seguía evidentemente que la velocidad de un filamento de agua que se mueve en un tubo es una media aritmética entre las velocidades de los filamentos que lo rodean. Aprovechando estos resultados, Henri Pitot, ingeniero francés de origen italiano, demostró después que los retardos que surgen de la fricción son inversamente proporcionales a los diámetros de las tuberías en las que se mueve el fluido.

#### Orificios
La atención de Newton también se dirigió a la descarga de agua a través de los orificios en el fondo de los recipientes. Supuso un recipiente cilíndrico lleno de agua que estaba perforado en su fondo con un pequeño orificio por el que escapaba el agua, y que el recipiente se abastecía de agua de tal manera que siempre permanecía lleno a la misma altura. Luego supuso que esa columna cilíndrica de agua se dividía en dos partes: la primera, a la que llamó "catarata", era un hiperboloide generado por la revolución de una hipérbola de quinto grado alrededor del eje del cilindro que debía pasar por el orificio, y la segunda, el resto del agua en el recipiente cilíndrico. Consideró que las capas horizontales de este hiperboloide estaban siempre en movimiento, mientras que el resto del agua estaba en estado de reposo, e imaginó que había una especie de catarata en medio del fluido.
Cuando se compararon los resultados de esta teoría con la cantidad de agua realmente descargada, Newton concluyó que la velocidad con la que salía el agua por el orificio era igual a la que tendría un cuerpo que cae al descender a través de la mitad de la altura del agua en el depósito. Esa conclusión, sin embargo, era absolutamente irreconciliable con el hecho conocido de que los chorros de agua se elevan casi a la misma altura que sus depósitos, y Newton parece haber sido consciente de esa objeción. En consecuencia, en la segunda edición de sus Principia, que apareció en 1713, reconsideró su teoría. Había descubierto una contracción en la vena de líquido (vena contracta) que salía del orificio, y encontró que, a la distancia de aproximadamente un diámetro de la abertura, la sección de la vena se contrajo en la proporción subduplicada de dos a uno. Consideró, por tanto, que la sección de la vena contraída era el verdadero orificio del que debe deducirse la descarga de agua, y que la velocidad del agua efluente como la debida a la caída desde altura total del agua en el depósito; y por este medio su teoría se volvió más conforme a los resultados de la experiencia, aunque todavía abierta a serias objeciones.

#### Ondas
Newton también fue el primero en investigar el difícil tema del movimiento de las ondas.

### Daniel Bernoulli

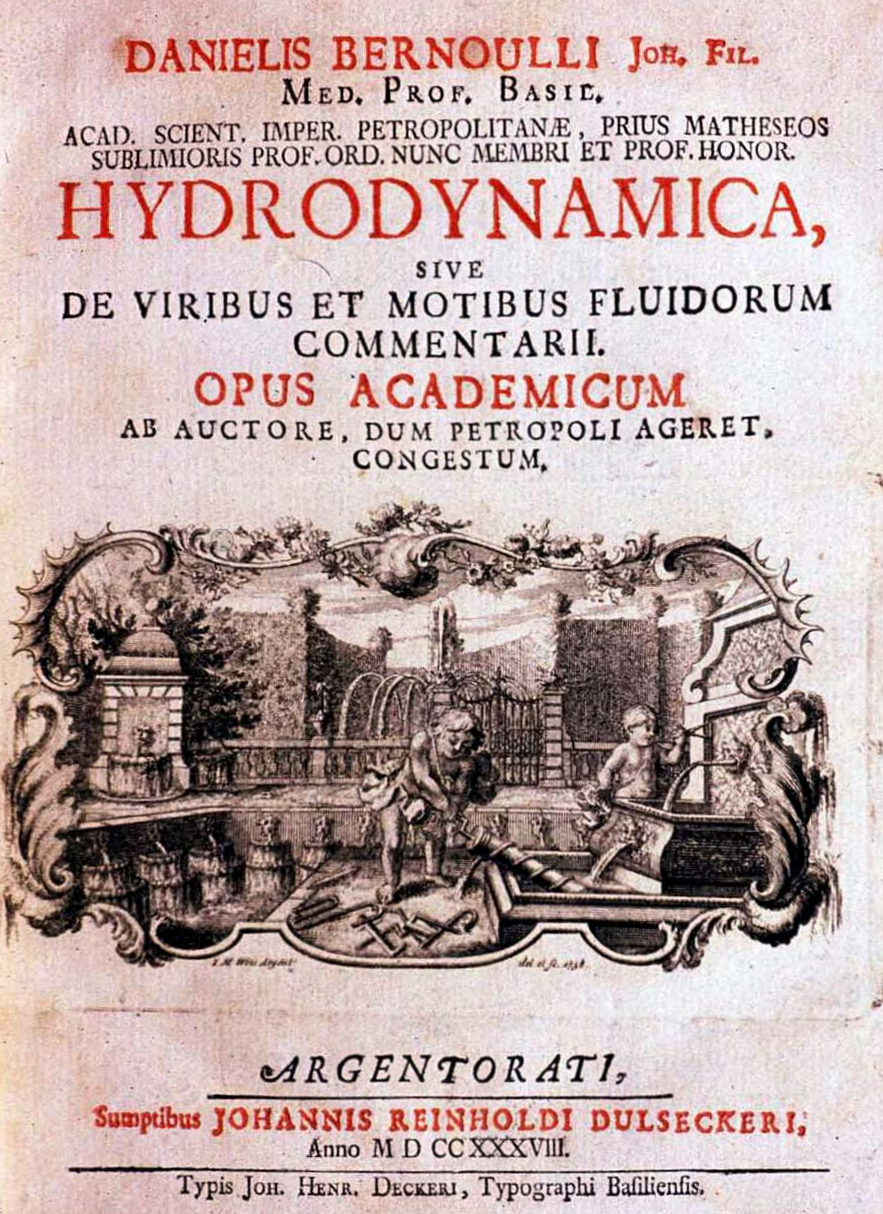
Portada de Hydrodynamica, obra de 1738 de Daniel Bernoulli

En 1738, el matemático, médico y físico suizo Daniel Bernoulli (1700-1782), miembro de la familia Bernoulli, publicó su Hydrodynamica seu de viribus et motibus fluidorum commentarii. Su teoría del movimiento de los fluidos —cuyo germen fue publicado por primera vez en sus memorias tituladas Theoria nova de motu aquarum per canales quocunque fluentes, comunicada a la Academia de San Petersburgo ya en 1726—, se basaba en dos suposiciones, que le parecían conformes a la experiencia. Supuso que la superficie del fluido contenido en un recipiente que se vaciaba por un orificio, permanecía siempre horizontal; y, si la masa fluida se concebía dividida en un número infinito de estratos horizontales del mismo volumen, que esos estratos permanecían contiguos entre sí, y que todos sus puntos desciendían verticalmente, con velocidades inversamente proporcionales a su anchura, o a las secciones horizontales del embalse. Para determinar el movimiento de cada estrato, empleó el principio de la conservatio virium vivarum, y obtuvo soluciones muy elegantes. Pero en ausencia de una demostración general de ese principio, sus resultados no inspiraron la confianza que de otro modo habrían merecido, y se hizo deseable tener una teoría más segura y que dependiera únicamente de las leyes fundamentales de la mecánica. Colin Maclaurin y John Bernoulli, que eran de esta opinión, resolvieron el problema por métodos más directos, uno en su Fluxions, publicado en 1742, y el otro en su Hydraulica nunc primum detecta, et demonstrata directe ex fundamentis pure technicis, que conforma el cuarto volumen de sus obras. Se ha pensado que el método empleado por Maclaurin no es suficientemente riguroso; y la de John Bernoulli era, en opinión de Lagrange, defectuosa en claridad y precisión.

### Jean le Rond d'Alembert

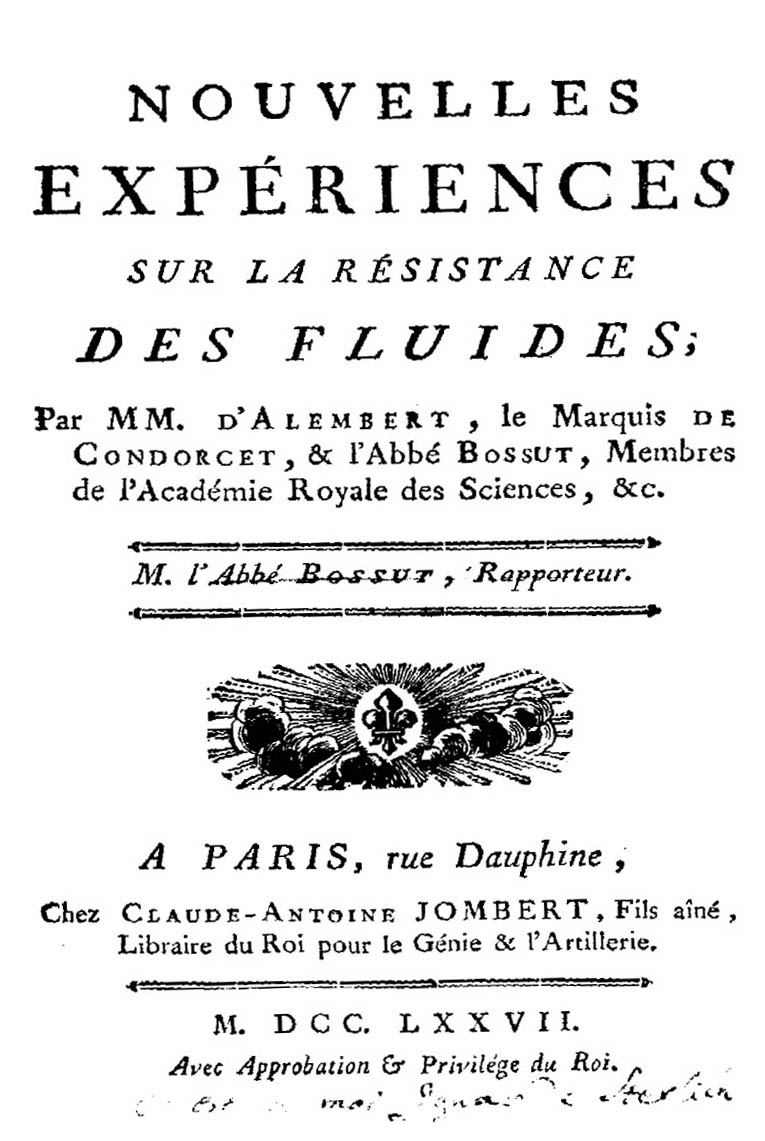
Nouvelles expériences sur la résistance des fluides.

La teoría de Daniel Bernoulli fue cuestionada también por el matemático y enciclopedista francés Jean le Rond d'Alembert ( (1717-1783) l). Al generalizar la teoría de los péndulos de Jacob Bernoulli descubrió un principio de la dinámica tan simple y general que esto reducía las leyes del movimiento de los cuerpos a las de su equilibrio mecánico. Aplicó este principio al movimiento de los fluidos y dio una muestra de su aplicación al final de su Dynamics en 1743. Fue desarrollado más completamente en su Traité des fluides, publicado en 1744, en el que dio soluciones simples y elegantes de problemas relacionados con el equilibrio y el movimiento de los fluidos. Hizo uso de las mismas suposiciones que Bernoulli, aunque su cálculo se estableció de manera muy diferente. Consideró, en cada instante, el movimiento real de un estrato como compuesto del movimiento que tenía en el instante anterior y del movimiento que había perdido; y las leyes del equilibrio entre los movimientos perdidos le proporcionaron las ecuaciones que representaban el movimiento del fluido.
Seguía siendo un desiderátum expresar mediante ecuaciones el movimiento de una partícula del fluido en cualquier dirección asignada. Esas ecuaciones fueron encontradas por d'Alembert a partir de dos principios: que un canal rectangular, tomado en una masa de fluido en equilibrio, está en equilibrio, y que una parte del fluido, al pasar de un lugar a otro, conserva el mismo volumen, cuando el fluido es incompresible, o se dilata de acuerdo con una ley dada cuando el fluido es elástico. Su ingenioso método, publicado en 1752, en su Essai sur la résistance des fluides, fue llevado a la perfección en sus Opuscules mathématiques, y fue adoptado por Leonhard Euler.

### Leonhard Euler
La resolución de las cuestiones relativas al movimiento de fluidos se efectuó mediante los coeficientes diferenciales parciales de Leonhard Euler. Este cálculo fue aplicado por primera vez al movimiento del agua por d'Alembert y le permitió, tanto a él como a Euler, representar la teoría de los fluidos en fórmulas no restringidas por ninguna hipótesis particular.

### Pierre Louis Georges Dubuat
Uno de los que trabajaron con más éxito en la ciencia de la hidrodinámica en esa época fue el ingeniero militar francés Pierre Louis Georges Dubuat (1734-1809). Siguiendo los pasos del abad Charles Bossut (Nouvelles Experiences sur la résistance des fluides, 1777), publicó, en 1786, una edición revisada de sus Principes d'hydraulique, que recogía una teoría satisfactoria del movimiento de los fluidos, basada únicamente en experimentos. Dubuat consideraba que si el agua fuera un fluido perfecto, y los canales por los que fluía infinitamente lisos, su movimiento sería continuamente acelerado, como el de los cuerpos que descienden en un plano inclinado. Pero dado que el movimiento de los ríos no se aceleraba continuamente y que pronto llegaba a un estado de uniformidad, era evidente que la viscosidad del agua y la fricción del canal por el que descendían debían de ser iguales a la fuerza aceleradora y contrarrestarla. Dubuat, por lo tanto, asumió como una proposición de fundamental importancia que, cuando el agua fluye en cualquier canal o lecho, la fuerza aceleradora que la obliga a moverse es igual a la suma de todas las resistencias que encuentra, ya derivasen de su propia viscosidad o del roce de su lecho. Este principio fue empleado por él en la primera edición de su obra, que apareció en 1779. La teoría contenida en esa edición se basaba en los experimentos de otros, pero pronto vio que una teoría tan nueva y que conducía a resultados tan diferentes de la teoría ordinaria, debía basarse en nuevos experimentos más directos que los anteriores, y se dedicó a hacerlos desde 1780 hasta 1783. Los experimentos de Bossut se realizaron solo en tuberías de una pendiente moderada, pero Dubuat usó declives de cada clase, e hizo sus experimentos sobre canales de varios tamaños.

### Hermann von Helmholtz

Animación de la calle vórtice creada por un objeto cilíndrico; el flujo en lados opuestos del objeto recibe diferentes colores, lo que muestra que los vórtices se desprenden de lados alternos del objeto

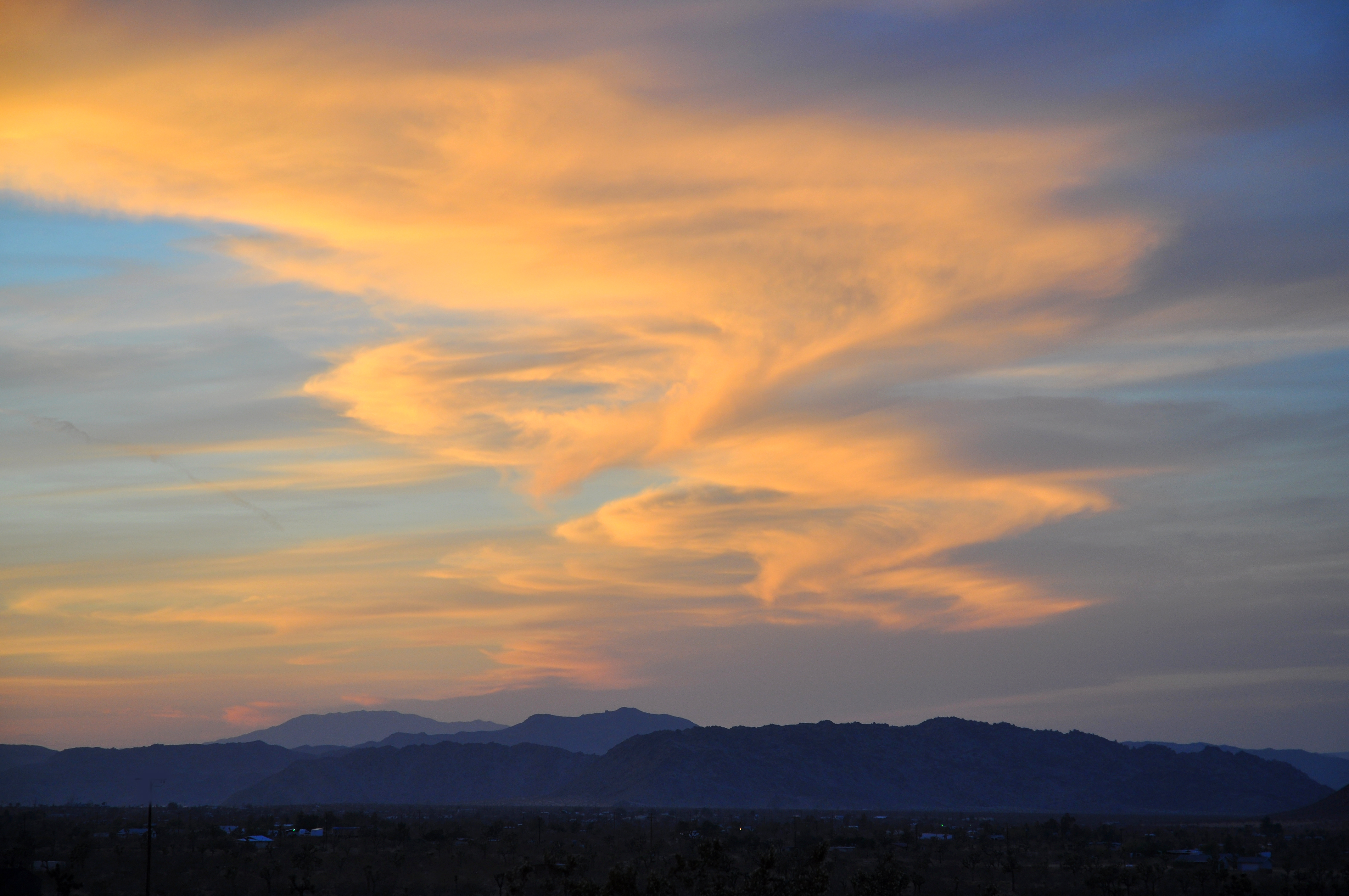
Una mirada al efecto de la calle de vórtices de Von Kármán desde el nivel del suelo —extremadamente raro, ya que suelen verse solo desde el espacio—, mientras el aire fluye rápidamente desde el Pacífico hacia el este sobre las montañas del desierto de Mojave.

Una calle de vórtices en un líquido 2D de discos duros

En 1858, Hermann von Helmholtz publicó su artículo seminal «Über Integrale der hydrodynamischen Gleichungen, welche den Wirbelbewegungen entsprechen», en Journal für die reine und angewandte Mathematik (vol. 55, pág. 25-55). El artículo fue tan importante que unos años más tarde, P. G. Tait publicó en 1867 una traducción al inglés, «Sobre las integrales de las ecuaciones hidrodinámicas que expresan el movimiento de vórtice», en Philosophical Magazine (vol. 33, pág. 485-512). En su artículo, Helmholtz estableció sus tres «leyes del movimiento de vórtice»  de la misma manera que se encuentran en cualquier libro de texto avanzado de mecánica de fluidos en la actualidad. Ese trabajo estableció la importancia de la vorticidad en la mecánica de fluidos y en la ciencia en general.
Durante el siglo siguiente, más o menos, la «dinámica de vórtices» maduró como un subcampo de la mecánica de fluidos, y siempre ocupó al menos un capítulo importante en los tratados sobre el tema. Así, el bien conocido Hydrodynamics de Horace Lamb (6th ed., 1932) dedica un capítulo completo a la vorticidad y a la dinámica de vórtices al igual que la Introducción a la dinámica de fluidos de G. K. Batchelor (1967). A su debido tiempo, se dedicaron tratados completos al movimiento de los vórtices. Théorie des Tourbillons de H. Poincaré (1893), Leçons sur la Théorie des Tourbillons de H. Villat (1930), The Kinematics of Vorticity de C. Truesdell (1954) y P. G. Saffman. Se puede mencionar Vortex Dynamics (1992). Al principio, se dedicaron sesiones individuales en las conferencias científicas a los vórtices, al movimiento de los vórtices, a la dinámica de los vórtices y a los flujos de los vórtices. Posteriormente, se dedicaron reuniones enteras al tema.
El rango de aplicabilidad del trabajo de Helmholtz creció hasta abarcar los flujos atmosféricos y oceanográficos, todas las ramas de la ingeniería y de las ciencias aplicadas y, en última instancia, los superfluidos (hoy incluidos los condensados de Bose-Einstein). En la mecánica de fluidos moderna, el papel de la dinámica de vórtices en la explicación de los fenómenos de flujo está firmemente establecido. Algunos vórtices bien conocidos han adquirido nombres y se representan regularmente en los medios de comunicación populares: huracanes, tornados, trombas marinas, vórtices arrastrados por aeronaves (p. ej., vórtices en las puntas de las alas), vórtices en pozos de drenaje (incluido el vórtice de la bañera), anillos de humo, anillos de burbujas de aire bajo el agua, vórtices de cavitación detrás de las hélices de los barcos, etc. En la literatura técnica, una serie de vórtices que surgen en condiciones especiales también tienen nombre: la estela de la calle de vórtices de Von Kármán detrás de un cuerpo rocoso, los vórtices de Taylor entre cilindros giratorios, los vórtices de Görtler en flujo a lo largo de una pared curva, etc.

### Gaspar Riche de Prony
La teoría del agua corriente avanzó mucho gracias a las investigaciones de Gaspard Riche de Prony (1755-1839). A partir una colección de los mejores experimentos realizados por estudiosos anteriores, seleccionó ochenta y dos (cincuenta y uno sobre la velocidad del agua en tuberías y treinta y uno sobre su velocidad en canales abiertos); y discutiéndolos sobre principios físicos y mecánicos, logró establecer fórmulas generales que permitieron una expresión simple para la velocidad del agua corriente.

### Johan Albert Eytelwein
J. A. Eytelwein de Berlín, quien publicó en 1801 un valioso compendio de hidráulica titulado Handbuch der Mechanik und der Hydraulik, investigó el tema de la descarga de agua mediante tuberías compuestas, los movimientos de chorros y sus impulsos contra superficies planas y oblicuas; y mostró teóricamente que una rueda hidráulica tendría su máximo efecto cuando su circunferencia se moviese con la mitad de la velocidad de la corriente.

### Jean Nicolás Pierre Hachette y otros
J.N.P. Hachette en 1816-1817 publicó memorias que recogían los resultados de experimentos sobre el chorro de fluidos y la descarga de recipientes. Su objetivo era medir la parte contraída de una vena de fluido, examinar los fenómenos que acompañaban a la disposición de tubos adicionales e investigar la forma de la vena de fluido y los resultados obtenidos cuando se empleaban diferentes formas de orificios. Bajo la dirección del gobierno francés, J.V. Poncelet (1788-1867) y J. A. Lesbros (1790-1860) realizaron extensos experimentos sobre la descarga de agua de los orificios (Expériences hydrauliques, París, 1832).
P.P. Boileau (1811-1891) discutió sus resultados y agregó experimentos propios (Traité de la mesure des eaux courantes, París, 1854). K.R. Bornemann volvió a examinar todos estos resultados con mucho cuidado y dio fórmulas que expresan la variación de los coeficientes de descarga en diferentes condiciones (Civil Ingénieur, 1880). Julius Weisbach (1806-1871) también realizó muchas investigaciones experimentales sobre la descarga de fluidos.
Los experimentos de J. B. Francis (Lowell Hydraulic Experiments, Boston, Mass., 1855) le llevaron a proponer variaciones en las fórmulas aceptadas para la descarga sobre vertederos. Una generación más tarde Henri-Émile Bazin llevó a cabo una investigación muy completa sobre este tema. También Henry G. P. Darcy (1803-1858) llevó a cabo una elaborada investigación sobre el flujo de agua en tuberías y canales, que continuó Bazin, a expensas del gobierno francés (Recherches hydrauliques, París, 1866).

### Andreas Rudolf Harlacher and others
Los ingenieros alemanes también habían dedicado especial atención a la medición del caudal en los ríos; el Beiträge zur Hydrographie des Königreiches Böhmen (Praga, 1872-1875) de Andreas Rudolf Harlacher recogíavaliosas medidas de ese tipo, junto con una comparación de los resultados experimentales con las fórmulas de caudal propuestas hasta la fecha de su publicación. Y más datos importantes fueron proporcionados por los aforos del Misisipi hechos para el gobierno de los Estados Unidos por Andrew Atkinson Humphreys y Henry Larcom Abbot, por los aforos de Robert Gordon del río Irrawaddy, y por los experimentos de Allen J.C. Cunningham en el canal Ganges. La fricción del agua, investigada para velocidades bajas por Coulomb, fue medida para velocidades más altas por William Froude (1810-1879), cuyo trabajo fue de gran valor en la teoría de la resistencia de los barcos (Brit. Assoc. Report., 1869), y el movimiento de la línea de corriente fue estudiado por los profesores Osborne Reynolds y Henry S. Hele-Shaw.

## SigloXX

### Desarrollos en la dinámica de vórtices
La dinámica de vórtices es un subcampo muy dinámico de la dinámica de fluidos, que llama la atención en las principales conferencias científicas y propicia talleres y simposios que se centran completamente en el tema.
Una desviación curiosa en la historia de la dinámica de los vórtices fue la teoría del vórtice del átomo de William Thomson, más tarde lord Kelvin. Su idea básica era que los átomos debían representarse como movimientos de vórtice en el éter. Esta teoría era anterior a la teoría cuántica por varias décadas y, debido a la posición científica de su creador, recibió una atención considerable. Durante la búsqueda de esta teoría se generaron muchos conocimientos profundos sobre la dinámica de los vórtices. Otros corolarios interesantes fueron el primer conteo de nudos simples por parte de P. G. Tait, hoy considerado un esfuerzo pionero en teor de íagrafos , topología y teoría de nudos . Por último,Se vio que el átomo del vórtice de Kelvin estaba equivocado, pero los muchos resultados en la dinámica del vórtice que precipitó han resistido la prueba del tiempo. El propio Kelvin originó la noción de circulación y demostró que en un fluido no viscoso se conservaría la circulación alrededor de un contorno material. Este resultado, señalado por Einstein en "Zum hundertjährigen Gedenktag von Lord Kelvins Geburt, Naturwissenschaften, 12 (1924), 601–602", (traducción del título: "En el centenario del nacimiento de Lord Kelvin"), como uno de los más Los resultados significativos del trabajo de Kelvin proporcionaron un vínculo temprano entre la dinámica de fluidos y la topología.
La historia de la dinámica de vórtices parece particularmente rica en descubrimientos y redescubrimientos de resultados importantes, porque los resultados obtenidos se olvidaron por completo después de su descubrimiento y luego se redescubrieron décadas después. Así, la integrabilidad del problema de los vórtices de tres puntos en el plano quedó resuelta en la tesis de 1877 de un joven matemático aplicado suizo llamado Walter Gröbli. A pesar de haber sido escrito en Göttingen en el círculo general de científicos que rodeaban a Helmholtz y Kirchhoff, y a pesar de haber sido mencionado en las conocidas conferencias de Kirchhoff sobre física teórica y en otros textos importantes como la Hydrodynamics de Lamb, esta solución fue en gran parte olvidada. Un artículo de 1949 del destacado matemático aplicado J. L. Synge creó un breve renacimiento, pero el artículo de Synge fue a su vez olvidado. Un cuarto de siglo después, un artículo de E. A. Novikov de 1975 y un artículo de H. Aref de 1979 sobre la advección caótica finalmente sacaron a la luz este importante trabajo anterior. La elucidación posterior del caos en el problema de los cuatro vórtices y en la advección de una partícula pasiva por tres vórtices hizo que el trabajo de Gröbli fuera parte de la "ciencia moderna".
Otro ejemplo de este tipo es la llamada «aproximación de inducción localizada» (localized induction approximation, LIA) para el movimiento tridimensional de filamentos de vórtice, que ganó popularidad a mediados de la década de 1960 a través del trabajo de Arms, Hama, Betchov y otros, pero resultó ser una actualización de los primeros años del siglo XX en el trabajo de Da Rios, un estudiante talentoso del célebre matemático italiano T. Levi-Civita. Da Rios publicó sus resultados en varias formas, pero nunca fueron asimilados en la literatura de la mecánica de fluidos de su época. En 1972, H. Hasimoto usó las "ecuaciones intrínsecas" de Da Rios (más tarde redescubiertas de forma independiente por R. Betchov) para mostrar cómo el movimiento de un filamento de vórtice bajo LIA podría estar relacionado con la ecuación no lineal de Schrödinger. Esto inmediatamente hizo que el problema formara parte de la "ciencia moderna", ya que entonces se descubrió que los filamentos de vórtice pueden soportar ondas de torsión solitarias de gran amplitud.